# شهرستان اچیسون (کانزاس)
شهرستان اچیسون، کانزاس (به انگلیسی: Atchison County, Kansas) شهرستانی در ایالات متحده آمریکا است که در کانزاس واقع شده‌است.